# Diotallevi (cognome)
Diotallevi è un cognome di lingua italiana.

## Varianti
Talevi, Tallevi.

## Origine e diffusione
Il cognome è tipicamente centrale, è prevalente nelle Marche.
Deriva da un prenome medioevale dal significato di "Dio ti allevi". In quanto di esplicito rimando teoforico, è affine ai cognomi Di Dio, Diodati, Dioguardi, Mantegna e Vacondio; potrebbe inoltre presentare affinità con i cognomi Donadio e Donato.
La variante Talevi copre lo stesso areale.

## Persone
- Irenio Diotallevi (1909-1954) – ingegnere e architetto italiano
- Volturno Diotallevi (1922-1995) – allenatore di calcio e calciatore italiano, di ruolo centrocampista